# Cornelius Ryan
Cornelius Ryan (født 5. juni 1920 i Dublin, død 23. november 1974 i Ridgefield, Connecticut) er en irsk-amerikansk journalist, krigskorrespondent og forfatter, der primært er kendt for sine bøger indenfor populærvidenskabelig militærhistorie.
Efter opvæksten i Dublin flyttede han i 1940 til London, hvor han blev krigskorrespondent for Daily Telegraph i 1941. Oprindeligt dækkede han luftkrigen over Europa og var med på 14 bombetogter, før han sluttede sig til general George Pattons styrker og dækkede deres kampe frem til 2. verdenskrigs afslutning i Europa. Derefter blev han sendt til Asien og dækkede her afslutningen af krigen mod Japan.
I 1946 blev han korrespondent i Jerusalem, men emigrerede i 1947 til USA for at arbejde for TIME og senere for andre medier. Han blev gift med forfatteren Kathryn Morgan (1925 – 1993) og blev amerikansk statsborger i 1950.
Ryan udgav i alt tre romaner om 2. verdenskrig. Den første og den sidste blev filmatiseret; Den Længste Dag i 1962 med John Wayne, Richard Burton og Sean Connery og A Bridge Too Far i 1977. Her medvirkede Sean Connery også, sammen med bl.a. Michael Caine og Robert Redford.
Cornelius Ryan var medlem af Æreslegionen og honorær professor ved Ohio University.